# Sacrifice (2014)
Sacrifice (2014) — профессиональное рестлинг ППВ-шоу, проводимое федерацией TNA. Шоу проходило 27 апреля 2014 года в Impact Wrestling Zone в Орландо, Флорида.

## Предыстория
6 марта на Impact Wrestling Итан Картер III вновь атаковал травмированное колено Курта. На следующий день было объявленно что Курт не сможет биться против Итана на Lockdown (2014). 13 марта на выпуске Impact Wrestling Willow бился против Рокстара Спада, и Спад победил по дисквалификации, после того как Willow атаковал его стулом. 17 апреля на выпуске Impact Wrestling Willow бился против Итана Карета 3 и Рокстара Спада, после победы Willow последние атаковали его, но тут вернулся Курт Энгл и спас Willow. 24 апреля на выпуске Impact Wrestling Курт победил Спада, после чего его атаковал Итан Картер 3, но тепер Willow выбежал на помощь Курту.
На PPV Lockdown (2014) Ганнер победил Джеймса Шторма. 20 марта на выпуске Impact Wrestling Ганнер представил что его отец сидит в зале, но затем вышел Шторм, и атаковал Ганнера приковав его наручниками к рингу, а затем разбил бутылку с пивом об голову отца Ганнера. 27 марта на выпуске Impact Wrestling Ганнер победил Джеймса Шторма в матче без дисквалификаций. 17 апреля на выпуске Impact Wrestling Бобби Руд и Джеймс Шторм атаковали Ганнера, но тому на помощь выбежал Булли Рей. 24 апреля на выпуске Impact Wrestling Бобби Руд и Джеймс Шторм победили Ганнера и Булли Рея.
13 марта на выпуске Impact Wrestling Мистер Андерсон победил Самуэля Шоу в матче по правилам уличной драки. 3 апреля на выпуске Impact Wrestling Самуэль Шоу победил Мистера Андерсона в поединке по правилам одеть соперника в смирительную рубашку. 10 апреля на выпуске Impact Wrestling Мистер Андерсон атаковал Самуэля Шоу, с помощью Кристи Хемми.
13 марта на выпуске Impact Wrestling Анджелина Лав вернулась в TNA. И сразу же предложила Велвет Скай воссоединить команду The Beautiful People, на что Велвет Скай ничего не ответила. 20 марта на выпуске Impact Wrestling Мэдисон Рейн отказалась от альянса с Анджелиной Лав, после чего Лав атаковала Мэдисон. 27 марта на выпуске Impact Wrestling Анджелина с помощью Велвет Скай победила Мэдисон Рейн, тем самым дав понять что команда The Beautiful People воссоединилась. На следующем выпуске Impact Wrestling Велвет и Анджелина победили Мэдисон Рейн и Бриттани. 10 апреля на выпуске Impact Wrestling Анджелина Лав победила ОДБ,Гейл Ким и Бриттани и стала первой претенеденткой на титул Чемпионки Нокаутш.
13 марта на выпуске Impact Wrestling за кулисами Булли Рей атаковал Итана Картера,The BroMans. Затем Булли Рей обяснил почему он подставил Дикси Картер, после чего вышел Бобби Руд и началась драка, в которой Булли проломил Бобби стол. 20 марта на выпуске Impact Wrestling Бобби Руд атаковал Булли Рея. 27 апреля на выпуске Impact Wrestling Бобби Руд вместе Итаном Картером 3 проломили Булли Реем стол. 3 апреля на выпуске Impact Wrestling Итан Картер 3 и Бобби Руд победили Булли Рея и Willow в командном поединке со столами. 17 апреля на выпуске Impact Wrestling Бобби Руд и Джеймс Шторм атаковали Ганнера, но тому на помощь выбежал Булли Рей. 24 апреля на выпуске Impact Wrestling Бобби Руд и Ганнер победили Ганнера и Булли Рея.
3 апреля на выпуске Impact Wrestling Магнус победил Самоа Джо, Эрика Янга и Абисса в поединке за титул Чемпиона мира в тяжёлом весе. 10 апреля на выпуске Impact Wrestling Эрик Янг победил в королевской битве из 10 рестлеров за возможность быть претендентом номер один на титул. Но затем Эрик захотел матч в этот же вечер и победил, став новым Чемпионом мира в тяжёлом весе. После чего был назначен матч на PPV Sacrifice (2014).

## Шоу

### Предварительные поединки
Открывал шоу Sacrifice 2014 гандикап-матч без дисквалификации за пояса командных чемпионов, в котором с одной стороны принимали участие три члена группировки «Броуменс» Зима Айон, Робби И и Джесси, а с другой стороны команда «Волки», состоящая из Эдди Эдвардса и Дэйви Ричардса. Начало боя получилось очень динамичным. Спортсмены бились на прекрасной скорости с полным стартовым преимуществом «волков», которых не смущало численное превосходство соперников. Однако скоро ситуация на ринге изменилась и не протяжении нескольких минут «броумены» стабильно урабатывали на ринге несчастного Эдди Эдвардса. Но вскоре таг был передан и свежий Дэйви Ричардс вышил уничтожать соперников. Завершилось же все серией двойных стомпов с третьего каната, которые пришлось испытать на себе Джесси в самом центре ринга. Таким образом, «волки» вернули себе командные пояса.
Вторым боем на шоу Sacrifice 2014 стал принципиальный матч между Сэмуэлем Шоу и Мистером Андерсоном, по условиям которого проигравший должен был отправиться на лечение в психушку. Бой начался после безумно длинного видеоролика, который напомнил нам все события конфликта этих двух людей, случившегося вокруг Кристи Хэмми и безумно длительного выхода двух атлетов на арену. Что же касается самой схватки, то первые её минуты прошли с небольшим превосходством Андерсона. Соперники исправно месили друг друга возле ринга, иногда проникая внутрь канатов. Вскоре Шоу запер противника в слипер и вырубил его, после чего вновь начал грязно приставать к Хэмми, которая ответила неплохой пощечиной справа. Андерсон проснулся и отделал «чёртового кретина по полной». Бой плавно перетек на рампу, где Андерсон провел оппоненту рискованный самоан-дроп. В финале боя схватка медленно переместилась за ринг, где Кен погрузил соперника на каталку, которой со всех сил въехал в стоящие коробки. Вскоре Сэм восстановился и уже готовился погрузить Андерсона в карету скорой помощи, но вмешалась Хэмми, которая заехала Шоу по «шарам», после чего запихнуть несчастного внутрь машины стало делом не самым сложным.

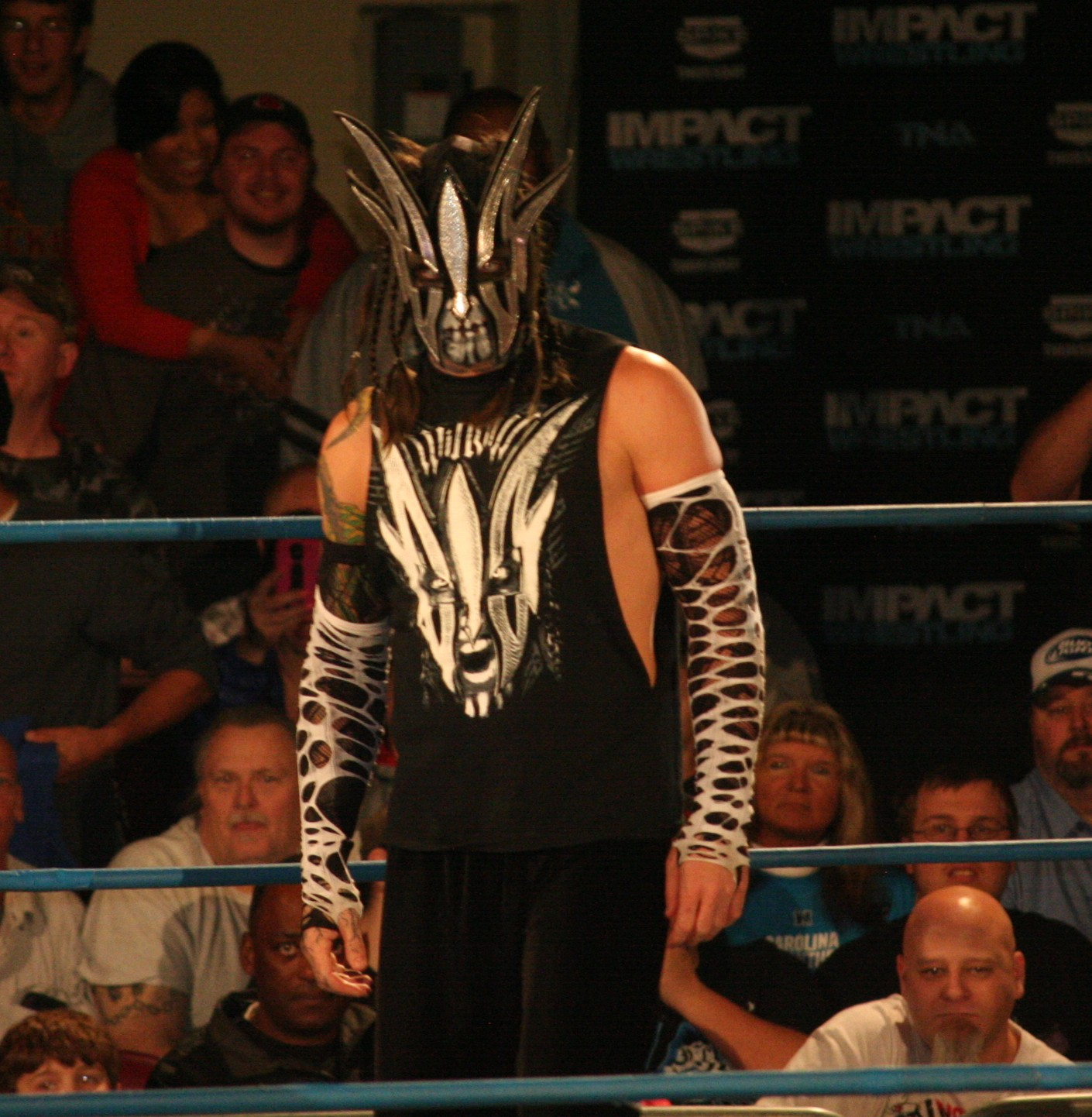
Уиллоу объединился с Куртом Энглом для противостояния с Итаном Картером III и Рокстаром Спадом.

Третьим боем вечера на PPV TNA Sacrifice 2013 стало противостояние команды Итана Картера Третьего и Рокстара Спада против «олимпийского чемпиона» Курта Энгла и альтер эго Джеффа Харди Уиллоу. Всем соперникам было, что делить между собой, а потому схватка обещала быть крайне принципиальной. Тем не менее, на первых минутах ни Спад, ни Картер не рвались в бой с Энглом, потому в дело пришлось вмешаться Уиллоу, который прыгнул на соперников за ринг с третьего каната и бой, спустя минут пять, наконец, перешел в активную фазу. Пока Курт Энгл отдыхал за рингом Спад и Картер активно отделывали его партнера, пока Курт не решил-таки вмешаться и провести серию из трех немецких суплексов племяннику Дикси. В концовке боя Энгл и Уиллоу просто разделали Рокстара Спада в пух и прах, применив на нём почти все коронные приемы друг друга. Закончилось же все традиционной бомбой лебедя, после которой не вставали и более сильные спортсмены.
Четвёртым боем вечера стал матч за пояс чемпиона Х-дивизиона, в котором встретились между собой японский рестлер Сеия Санада и лучадор Тигре Уно. Это был третий матч серии за двух побед, который был и призван определить победителя. Как и ожидалось, бой начался в прекрасно быстром темпе без малейших задержек и провисаний. На старте доминировал Санада, который провел прекрасную харикэнрану, попытку суисайд-дайва, а затем активно покатал Тигра по всему периметру ринга. Мексиканец отвечал оригинальными болевыми приемами, из которых, тем не менее, Санаде удавалось вырываться. Затем сразу несколько приемов Тигре Уно пришлись точно в голову японцу, но всякий раз ученику Великого Муты удавалось вырываться. В финале боя Тигре промахнулся, прыгая с третьего каната, после чего Санада накрыл оппонента своим фирменным мунсолтом, сохранив у себя пояс чемпиона Х-дивизиона.

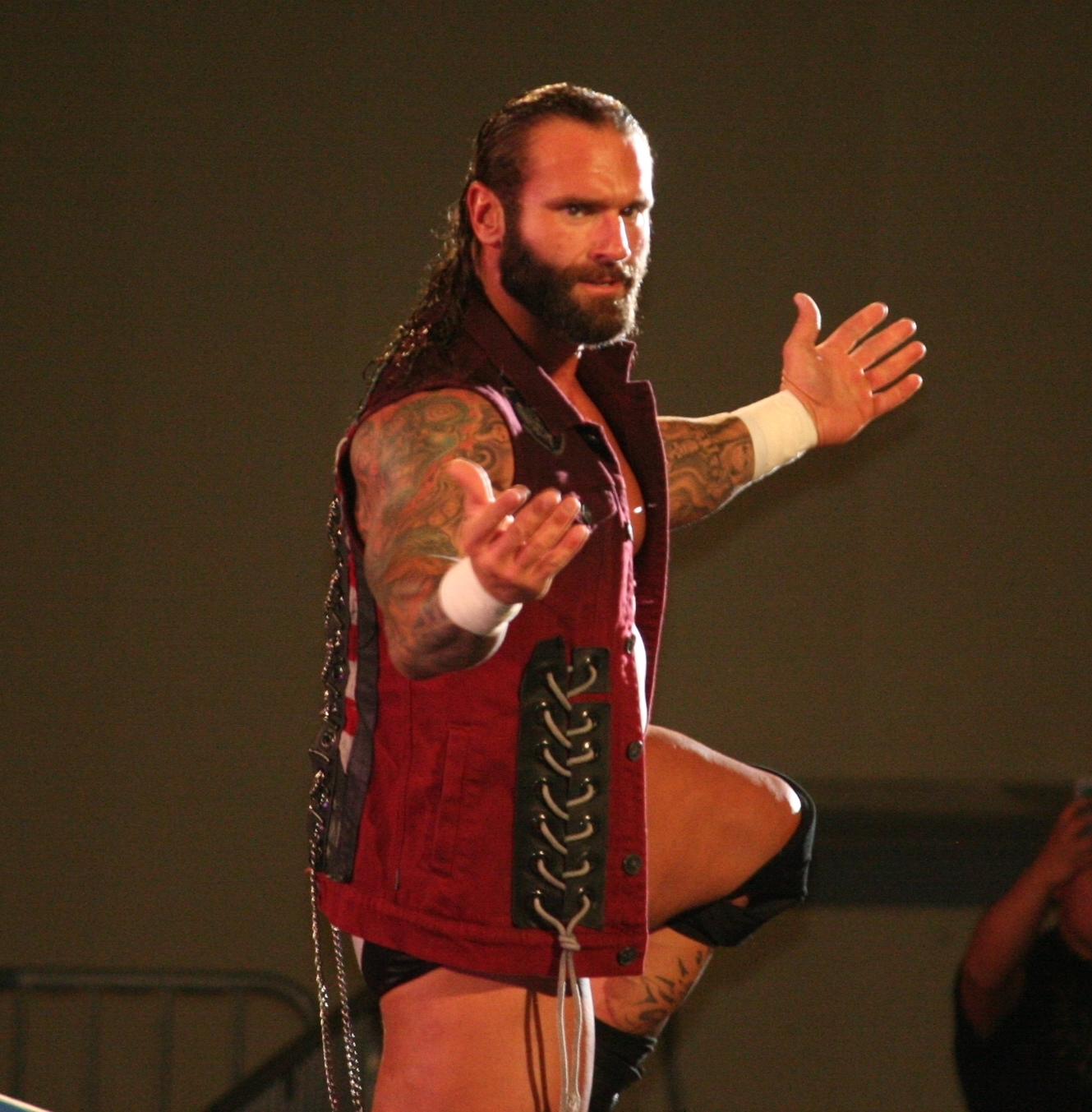
Ганнер победил Джеймса Шторма, завершив их противостояние.

Пятым боем шоу Sacrifice 2014 стало принципиальное противостояние между Ганнером и «ковбоем» Джеймсом Штормом. Нас ждал интересный матч I Quit, для победы в котором необходимо заставить противника произнести фразу «Я сдаюсь!». Матч обещал быть брутальным и зрелищным, и он не обманул ожиданий зрителей. С первых минут в ход активно пошли подручные «инструменты». Стальные заграждения, ступеньки, помойное ведро, синай — здесь использовалось всё, чтобы заставить противника произнести сакраментальную фразу. После нескольких неудачных попыток Шторм решил достать на ринг сразу три стула, которые пошли в ход не сразу. Для начала противники атаковали друг друга крышками от помойных ведер, а затем и самими ведрами. Запомнилась ДДТ на стальные ступеньки, которую Шторм провел Ганнеру за пределами ринга. Позже Шторм взял в руки бутылку, которой попал по голове сопернику, разбив её вдребезги и вызвав у Ганнера сильнейшее кровотечение. Следом начались болевые приемы. Первым его использовал Шторм, но Ганнер сумел добраться до каната. Судья заставил Джеймса прекратить прием, но нарвался на гнев «ковбоя», который, стянув в Хебнера ремень, принялся атаковать им бывшего морского пехотинца. Следом лицо Ганнеру украсил суперкик, но атлет упорно не хотел сдаваться. В финале боя Ганнер провел сопернику суперплекс со второго каната на стальное заграждение, ледащее на двух стульях, но Шторм вновь не решился сдаваться. Затем Ганнер подобрал стеклянный осколок бутылки и принялся резать им лицо Шторма, и вот тогда Джеймс все же решил, что пора завязывать. Очередная победа Ганнера.
Шестым боем вечера на PPV TNA Sacrifice 2014 стало сражение за пояс чемпионки дивизиона нокаутш, в котором действующей обладательнице титула Мэдисон Рэйн предстояло выдержать натиск Анжелины Лав и её подруге по команде The Beautiful People Вельвет Скай. Матч выдался весьма бодрым. Мэдисон Рэйн долгое время справлялось с натиском своей соперницы, которой за пределами ринга активно помогала её подруга. В середине боя Анжелина заперла соперницу в оригинальный болевой прием, который чемпионка реверсировала в удержание, не увенчавшееся успехом. Так произошел перехват инициативы, который, впрочем, длился недолго, так как Вельвет утащила подругу за канаты. Мэдисон же не растерялась и накрыла подружек прыжком за ринг. Завершилось же все старым добрым трюком: Вельвет подобралась к рингу и прыснула в лицо Мэдисон лаком для волос, ослепив её. После этого триумфальное удержание для Анжелины уже не представляло никакой трудности.

### Главные поединки

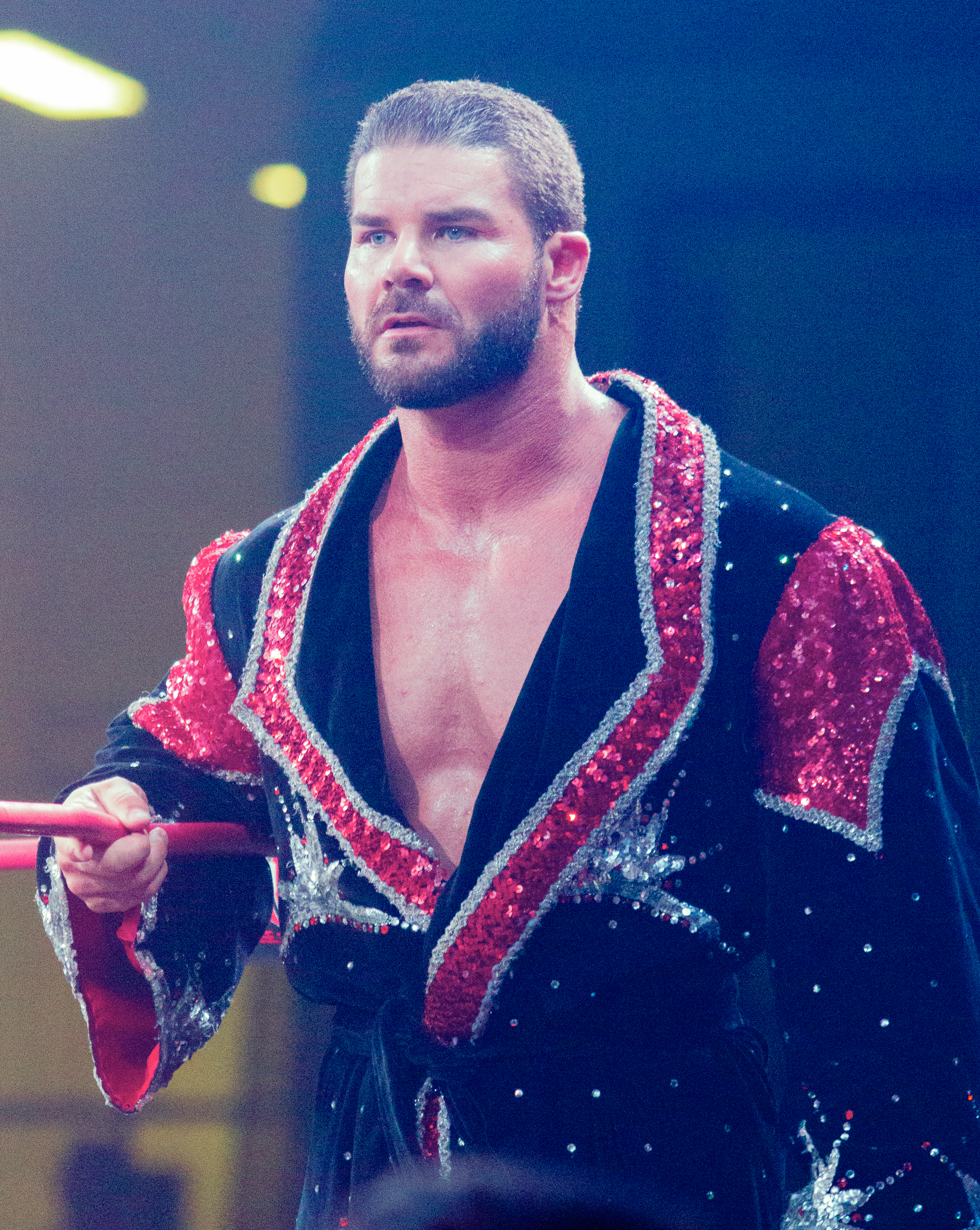
Бобби Руд победил Булли Рэя при помощи Дикси Картер.

Седьмым матчем на шоу PPV TNA Sacrifice 2014 был матч со столами, в котором сошлись принципиальные соперники Бобби Руд и Булли Рэй, конфликт между которыми возник после PPV Lockdown 2014, когда Рэй, будучи специальным судьей в матче «летальный локдаун», помешал команде Руда одержать победу. Бой начался с демонстрации Рудом среднего пальца, после чего рассвирепевший Рэй начал в высоком темпе избивать противника. Пока Руд лежал на ринге, хулиган поставил за пределами ринга рядом два стола, очевидно, готовя любопытный спот. Ближе к середине боя соперники, наконец, вернулись на ринг, где уже Бобби Руд приготовил стол, но все попытки бросить на него кого-то никак не могли увенчаться успехом. Булли Рэй провел сопернику серию громких чопов, звук от которых разносился по залу с невероятной силой, но Руд всякий раз отказывался влетать в стол. Когда же это все-таки произошло, то выяснилось, что судья вырубился и физически не мог засчитать победу. Таким образом, рестлерам ничего не оставалось, как продолжать матч. Воспользовавшись возникшей паузой Руд восстановил силы, провел Руду спайнбастер, но вскоре нарвался на булли-каттер. Позже Рэй уложил Руда на два стол за рингом, забрался на третий канат, но когда Руд уже покинул столы некто сбросил Рэя на них. Судья неожиданно присудил победу Руду. Тем же самым загадочным человеком в очках и с бородой, сбросившим Рэя на столы ко всеобщему удивлению оказалась Дикси Картер.
Мэйн-ивентом шоу Sacrifice 2014 и матчем за пояс чемпиона мира в тяжелом весе было противостояние между Магнусом и текущим обладателем главного титула компании Эриком Янгом. Матч начался в неспешном темпе. Было заметно, что Магнус имеет преимущество в габаритах, однако, Эрика Янга это не смутило, ведь сегодня он собирался побеждать за счет своей скорости. Последовала серия болевых приемов, которая должна была измотать Магнуса, но британец доказывал, что не зря долгое время носил у себя главный титул компании, и исправно реверсировал. Вскоре последовал мощнейший клоузлайн, отправивший Янга в нокаут. Следом уже Магнус принялся удушать соперника, но Янг явно не собирался уступать титул спустя пару недель после его завоевания. В середине боя оба соперника всякий раз оказывались на ринге после проведения синхронных атак. Было очевидно, что парни стоят друг друга, но сильнейший, все же, должен был быть выявлен. Эрик Янг собрался, провел серию своих фирменных приемов, но промазал мунсолтом и нарвался на суплекс Магнуса, который следом провел падающий локоть, но удержать «бородача» не сумел. Янг же ответил оригинальным некбрейкером и уже своим падающим локтем, но соперники после такого приема сегодня отказывались сдаваться. В концовке боя Магнус достал из-под ринга монтировку, но судья заметил подставу. Эрик Янг подкараулил момент и провел сопернику пайлдрайвер, но британец чудом вывернулся. Янг провел катапульту, второй пайлдрайвер, после чего исполнил ещё один падающий локоть. Магнус уже был не в состоянии подняться, а Янг провел успешную защиту титула.

## Поединки
| №                                | Результат                                                                                         | Условия                                                                      | Время |
| -------------------------------- | ------------------------------------------------------------------------------------------------- | ---------------------------------------------------------------------------- | ----- |
| 1                                | «Волки»(Эдди Эдвардс и Дэйви Ричардс) победили The BroMans(Джесси Годдерз,Робби И и Зима Айон)(с) | Гандикап поединок без дисквалификаций за титулы Командных чемпионов мира TNA | 10:14 |
| 2                                | Мистер Андерсон (с Кристи Хемме) победил Самуэля Шоу                                              | Одиночный поединок Проигравшего везут в психушку                             | 10:30 |
| 3                                | Курт Энгл и Уиллоу победили Итана Картера III и Рокстера Спала                                    | Командный поединок                                                           | 09:04 |
| 4                                | Санада(с) победил Тигре Уно                                                                       | Поединок три из трёх серий за титул Чемпиона Х Дивизиона TNA                 | 09:29 |
| 5                                | Ганнер победил Джеймса Шторма                                                                     | Одиночный поединок по правилам «Я сдаюсь»                                    | 18:50 |
| 6                                | Анджелина Лав (с Велвет Скай) победила Мэдисон Рейн(с)                                            | Одиночный поединок за титул Чемпионки Накаутш TNA                            | 08:08 |
| 7                                | Бобби Руд победил Булли Рей                                                                       | Одиночный поединок со столами                                                | 13:42 |
| 8                                | Эрик Янг(с) победил Магнуса                                                                       | Одиночный поединок за титул Чемпиона мира в тяжёлом весе TNA                 | 15:50 |
| (c) – чемпион на момент поединка |                                                                                                   |                                                                              |       |